# ارسطو عامل
ارسطو عامل شخصیتی داستانی و یکی از چهره‌های کمدی و اصلی مجموعه تلویزیونی ایرانی پایتخت است که از شبکه ۱ سیما پخش شد. احمد مهران‌فر بازیگر این نقش است. این شخصیت، اغلب بازیگر مقابلش، نقی معمولی با بازی محسن تنابنده می‌باشد.

## ویژگی‌ها
ارسطو مردی خانواده‌دوست، با معرفت و دست و دل‌باز است. او به شدت ازدواجی می‌باشد ولی کسی با او ازدواج نمی‌کند چون بعضی مواقع رفتارهای عجیب دارد. او همچنین انسانی احساساتی می‌باشد و اغلب با پسرخاله‌اش، نقی معمولی، دچار کشمکش
و بحث و جدل است و در بیشتر مواقع با یکدیگر اختلاف دارند

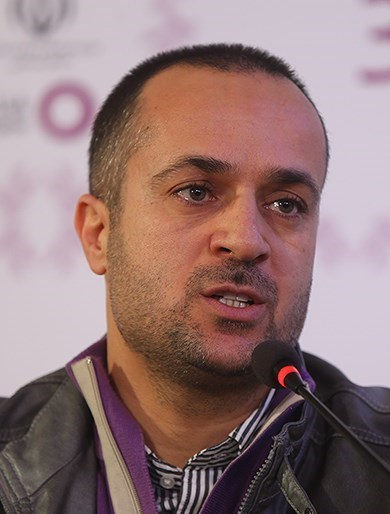
احمد مهران‌فر، ایفاگر نقش ارسطو عامل

## زندگی

### فصل ۱
در فصل اول این مجموعه، ارسطو راننده کامیون است که اثاث و وسایل نقی را به تهران حمل می‌کند و در گیر و دار ماجرای‌های خانه نقی، عاشق گلرخ دوست هما می‌شود اما این عشق به سرانجام نمی‌رسد و گلرخ به او جواب رد می‌دهد

### فصل ۲
در فصل ۲، ارسطو که با کامیون خود دچار تصادف شدیدی شده بود، نذر می‌کند که بعد از تعمیر کامیون خود یک بار گنبد و گلدسته حمل کند و بعد تلاش‌های بسیار، موفق به گرفتن یک بار گنبد و گلدسته می‌شود و به همراه نقی و خانواده‌اش و همچنین صاحب بار گنبد و گل‌دسته، خانم فدوی راهی قشم می‌شوند و ارسطو به خانم فدوی علاقه پیدا می‌کند؛ اما خانم فدوی به خواستگاری ارسطو جواب منفی داده و فرد دیگری را برای ازدواج با ارسطو معرفی می‌کند.

### فصل ۳
در فصل ۳، ارسطو که راننده ترانزیت شده، به مناسبت ازدواج خود مراسمی را در خانهٔ نقی برگزار می‌کند اما در جریان این جشن، سقف خانه تازه ساز نقی فرو می‌ریزد و ازدواج او به هم می‌خورد و همین موجب قهر نقی با او می‌شود. همچنین ارسطو در یکی از سفرهای خود، با چو چانگ آشنا شده و با او ازدواج می‌کند.

### فصل ۴
در فصل ۴ ارسطو که همسر خود، چو چانگ را در حادثه سقوط هواپیما از دست داده است، در خانه ای بزرگ، اما اجاره ای همراه نقی و خانواده‌اش و فهیمه خواهر نقی زندگی می‌کنند و به همراه نقی و به صورت شریکی، یه بارِ مواد شوینده تاژ می‌خرند.
همچنین ارسطو با مادر خود سر ازدواج مجدد ارسطو دچار اختلاف می‌شوند و این اختلافات موجب سوءتفاهم با سوسن، دختر اوس موسی که برای ساخت خانه فهیمه بازگشته بودند می‌شود.

### فصل ۵
در فصل ۵ ارسطو که با استفاده از پول خسارت بیمه هواپیمایی که چو چانگ با آن سقوط کرده بود توانست به زندگی خود سر و سامان ببخشد، در اول سریال به همرای نقی و خانواده‌اش دچار تصادف شدیدی می‌شوند که این تصادف باعث قهر شدن نقی با ارسطو می‌شود؛ همچنین خود ارسطو هم خسارت زیادی می‌بیند. در ادامه همچنین ارسطو برای آوردن لباس برای بوتیک لباس فروشی خود مجبور به سفر به ترکیه می‌شود که در این سفر نقی و خانواده‌اش هم همراه ارسطو می‌شوند و در این سفر اتفاقات غیرمنتظره ای برای این افراد می‌افتد

### فصل ۶
در فصل ۶ ارسطو که به علت برگشت خوردن یکی از چک‌هایش به زندان افتاده و دارایی‌های خود را از دست داده، از زندان آزاد می‌شود و متوجه می‌شود که اتفاقات زیادی در زمان زندانی بودن او افتاده است؛
از جمله تغییر شغل نقی و فوت بابا پنجعلی. همچنین ارسطو به‌طور ناخواسته باعث حمل مواد مخدر با ماشین نقی می‌شود که باعث زندانی شدن مجدد او می‌شود که نهایتاً به‌طور مشروط و با پابند الکترونیکی آزاد می‌شود.
همچنین ارسطو در میانه‌های سریال عاشق طاهره دختر محمود نقاش می‌شود که با مخالفت‌های مادر خودش، نقی و هما روبرو می‌شود.
همچنین ارسطو بعد از آزاد شدن دوباره، به همراه رحمت به کار تولیدی شلوار جین مشغول می‌شود

### فصل ۷
در فصل ۷ ارسطو صاحب یک کمپر شده است و زنی به نام شهربانو تقی‌پور (شری) ازدواج کرده است فضانورد است، در شب مهمانی رحمت سنگی در خانه نقی و فهیمه را پیدا می‌کند و معلوم می‌شود که شهاب‌سنگ است و ارسطو، رحمت و بهتاش شهاب‌سنگ را از نقی مخفی می‌کنند.

## تکیه‌کلام
از تکیه‌کلام‌های او می‌توان به موارد زیر اشاره کرد: «آخ آخ آخ»، «حساس نشو حساس نشو»، «وات تو دو وات نات تو دو (به انگلیسی: What to do, what not to do)»، «آقا نگو نقی نگو نقی نگو نقی»، «فدای تو بشم من»، و «آی لاو یو داری پسر» و «پیرمرد پرحاشیه (خطاب به پنجعلی)» و «زنم بود پارهٔ تنم بود» و همچنین جمله‌ای نظیر «چرا بچه مچه حرف می‌زنی تو؟» از تیکه کلام‌های ارسطو عامل است. همچنین در فصل ۶ دیگران را با عنوان «گُل» مورد خطاب می‌کرد. از دیگر دیالوگ‌های او که در فصل ۶ به کار رفته: «اسکندر زمانی»، «یه لقمه نون بربری من بخورم یا اکبری»، «گل فرمایش کردی»، «لعنت به قفس، لعنت به دیوار» و «من حبس کشیده‌ام» می‌باشد. همچنین در فصل ۷ تیکه کلام وی «صفا باشه، عشق باشه، معرفت باشه» بود